# Österrike i olympiska vinterspelen 1972
Österrike deltog i olympiska vinterspelen 1972. Österrikes trupp bestod av 40 idrottare varav 29 män och 11 kvinnor. Den yngsta av Österrikes deltagare var Sonja Balun (16 år och 55 dagar) och den äldsta var Josef Feistmantl (32 år och 347 dagar). 

## Medaljer

### Guld
- Konståkning
  - Singel damer: Trixi Schuba

### Silver
- Alpin skidåkning
  - Storslalom damer: Annemarie Moser-Pröll
  - Störtlopp damer: Annemarie Moser-Pröll

### Brons
- Alpin skidåkning
  - Storslalom damer: Wiltrud Drexel
  - Störtlopp herrar: Heini Meßner

## Trupp
- Alpin skidåkning
  - Annemarie Moser-Pröll
  - Wiltrud Drexel
  - Heini Meßner
  - Werner Bleiner
  - Karl Cordin
  - Gertrud Gabl
  - Monika Kaserer
  - Josef Loidl
  - Alfred Matt
  - Bernadette Rauter
  - Brigitte Totschnig
  - Reinhard Tritscher
  - David Zwilling

- Backhoppning
  - Reinhold Bachler
  - Max Golser
  - Rudi Wanner

- Bob
  - Utz Chwalla
  - Walter Delle Karth 
  - Werner Delle Karth
  - Josef Eder
  - Herbert Gruber
  - Werner Moser
  - Josef Oberhauser
  - Fritz Sperling

- Hastighetsåkning på skridskor
  - Otmar Braunecker

- Konståkning
  - Trixi Schuba
  - Günter Anderl
  - Sonja Balun

- Längdskidor
  - Josef Hauser
  - Herbert Wachter
  - Heinrich Wallner
  - Ulli Öhlböck (Deltog även i nordisk kombination)

- Nordisk kombination
  - Ulli Öhlböck (Deltog även i längdskidåkning)

- Rodel
  - Josef Feistmantl
  - Margit Graf
  - Antonia Mayr
  - Franz Schachner
  - Angelika Schafferer
  - Manfred Schmid
  - Rudolf Schmid
  - Ewald Walch